# Athysanella tessa
Athysanella tessa är en insektsart som beskrevs av Blocker och Johnson 1990. Athysanella tessa ingår i släktet Athysanella och familjen dvärgstritar. Inga underarter finns listade i Catalogue of Life.